# Mitsuo Ogasawara
Mitsuo Ogasawara (小笠原 満男, Ogasawara Mitsuo, Morioka, 5 april 1979) is een Japans voormalig voetballer die als middenvelder speelde.

## Carrière
Mitsuo Ogasawara tekende in 1998 bij Kashima Antlers.

## Japans voetbalelftal
Mitsuo Ogasawara debuteerde in 2002 in het Japans nationaal elftal en speelde 53 interlands, waarin hij 7 keer scoorde.

## Statistieken
| Japans voetbalelftal | Japans voetbalelftal | Japans voetbalelftal |
| Jaar                 | Wed.                 | Dlp.                 |
| -------------------- | -------------------- | -------------------- |
| 2002                 | 8                    | 0                    |
| 2003                 | 8                    | 0                    |
| 2004                 | 12                   | 2                    |
| 2005                 | 15                   | 4                    |
| 2006                 | 10                   | 1                    |
| 2007                 | 0                    | 0                    |
| 2008                 | 0                    | 0                    |
| 2009                 | 0                    | 0                    |
| 2010                 | 2                    | 0                    |
| Totaal               | 55                   | 7                    |